# Adolphus Greely
Adolphus Washington Greely (Newburyport, 27 marzo 1844 – Washington, 20 ottobre 1935) è stato un esploratore statunitense.
Nel 1881 organizzò una spedizione alla baia di Lady Franklin per posizionare una stazione di rifornimento sul canale di Robeson. Greely e il suo vice James Booth Lockwood compirono inoltre molte spedizioni all'interno del polo; in una di queste Lockwood riuscì a raggiungere l'isola di Ellesmere.
Greely stabilì il campo base a Cape Sabine, che aveva chiamato così nel 1883 in onore dell'illustre scienziato irlandese scomparso quell'anno.
Presto la spedizione si trovò senza soccorsi e più del 70% dei partecipanti, tra cui Lockwood, vi perse la vita. Solo Greely ed altri 6 vennero tratti in salvo da Winfield Scott Schley il 22 giugno 1884.
Massone, fu membro della Loggia St. Marks di Newburyport (Mass.) e membro onorario della Loggia Kane n. 454 di New York, la loggia degli esploratori.